# 1905年8月30日の日食

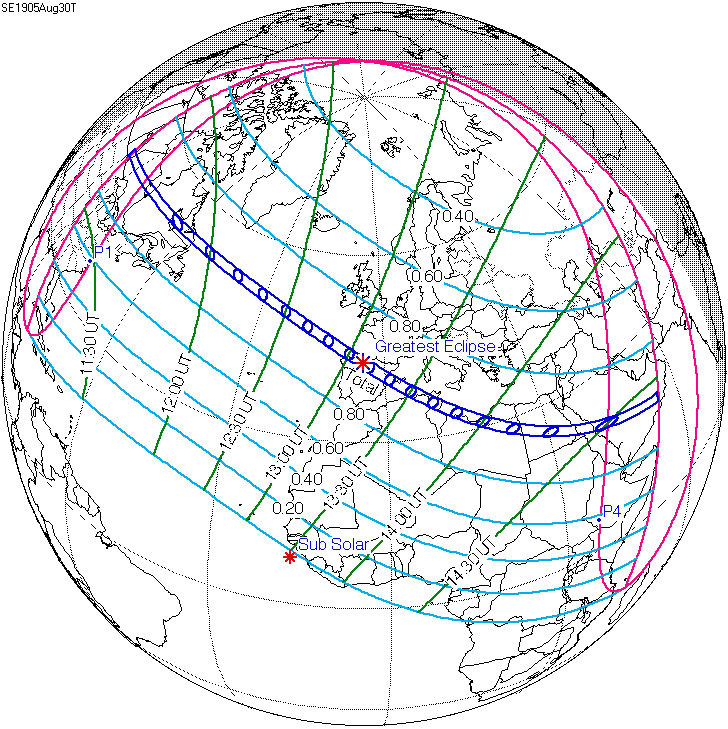

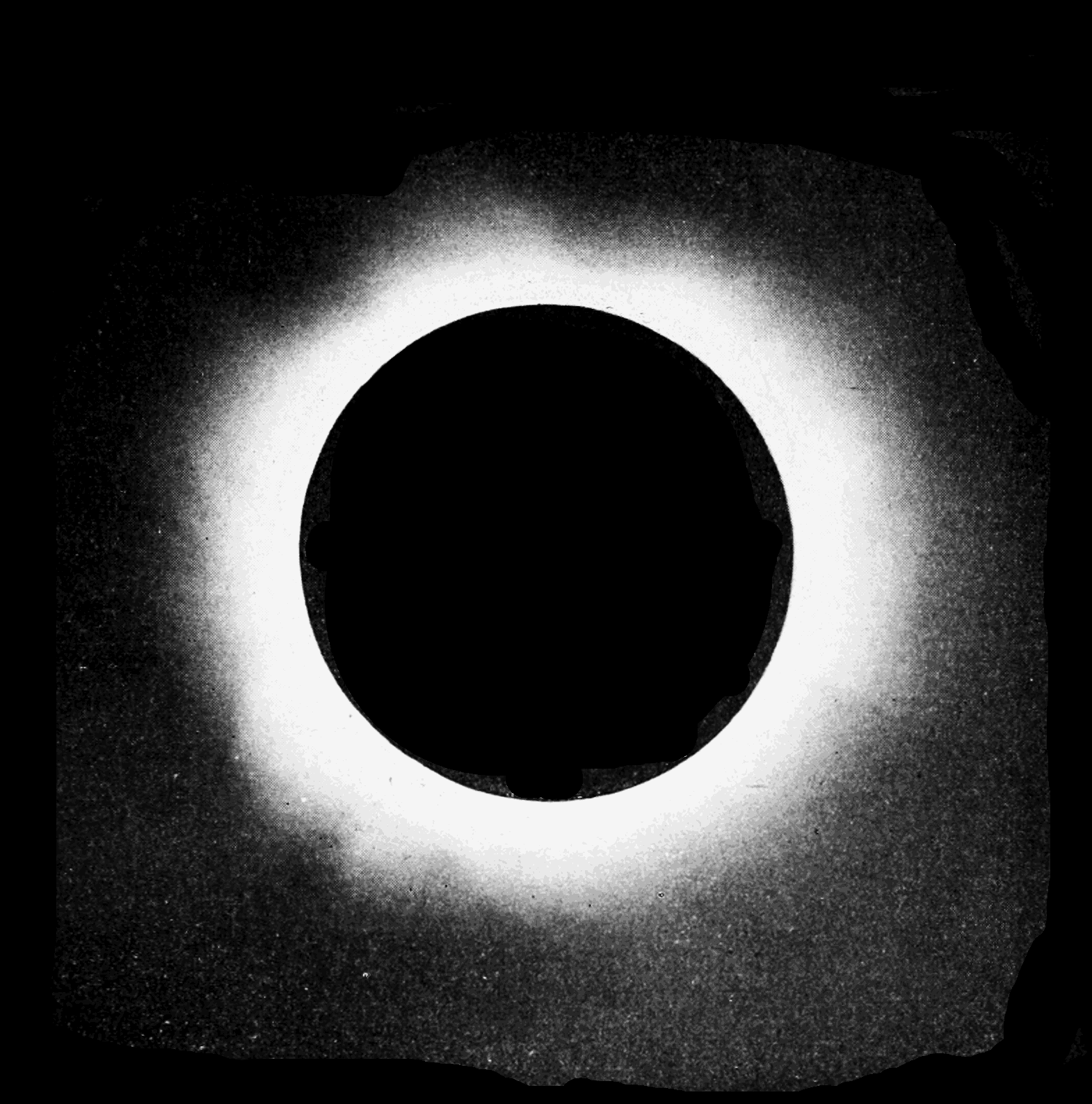
皆既日食のコロナの写真

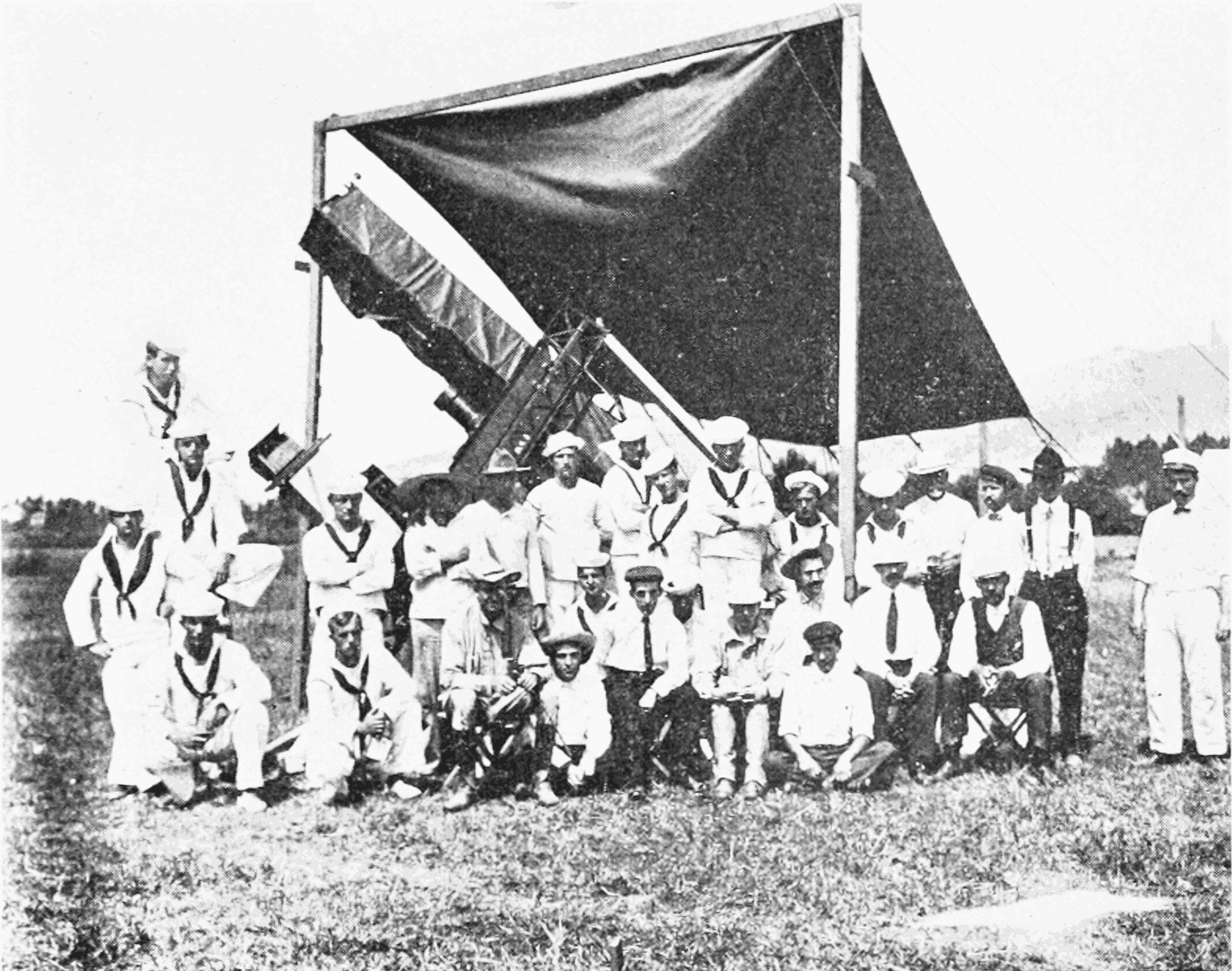
スペインダロカの日食観測パーティー

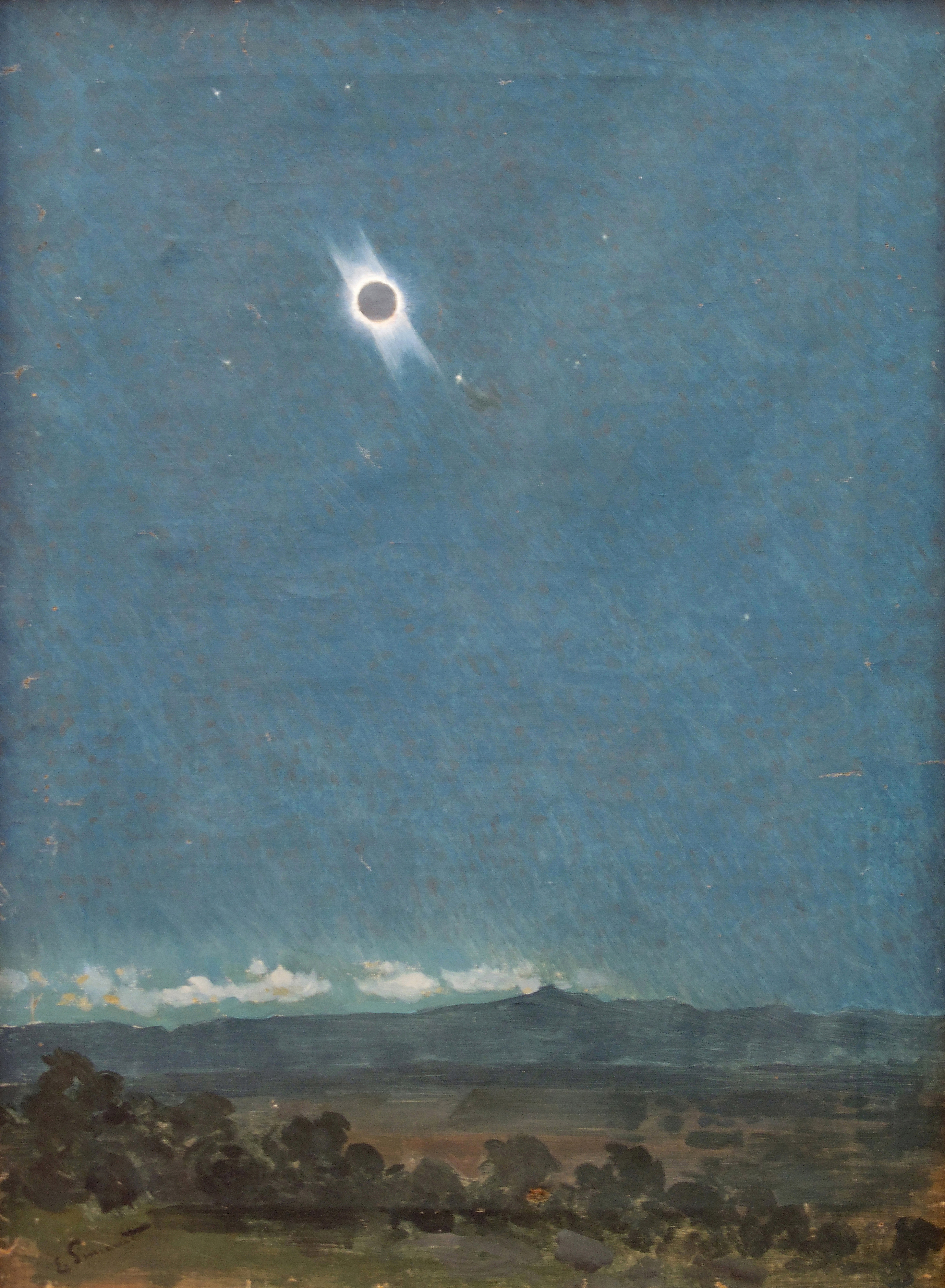
スペインの画家エンリケ・シモネが描いた皆既日食

1905年8月30日の日食は、1905年8月30日に観測された日食である。カナダ、ニューファンドランド、スペイン、フランス領アルジェリア、フランス保護領チュニジア、オスマン領トリポリタニア、オスマン領エジプト、オスマン帝国、ジャバル・シャンマル王国、アデン保護領、マスカットおよびオマーンで皆既日食が観測され、北アメリカ中東部、ヨーロッパ全部、アジア中西部、アフリカ中北部で部分日食が観測された。

## 通過した地域
皆既帯が通過した、皆既日食が見えた地域はカナダのマニトバ州南東部・オンタリオ州・ケベック州、ニューファンドランド植民地（現在カナダのニューファンドランド・ラブラドール州）南部、スペイン北部、フランス領アルジェリア（現在のアルジェリア）北東部、フランス保護領チュニジア（現在のチュニジア）北部、オスマン領トリポリタニア（現在のリビア）北部（行政所在地、現在の首都トリポリを含む）、オスマン領エジプト（現在のエジプト）、オスマン帝国南部（現在のサウジアラビアに属する）（主要都市、宗教聖地メッカを含む）、ジャバル・シャンマル王国（現在サウジアラビアの一部）南部、アデン保護領（現在のイエメンに属する）北東部、マスカットおよびオマーン（現在のオマーンに属する）南部だった。皆既食の最大はスペインのパレンシア県東部にあった。
また、皆既日食が見えなくても、部分日食が見えた地域はカナダ中東部、ニューファンドランド全部、フランス領サンピエール島・ミクロン島、デンマーク領グリーンランド、アメリカ合衆国中東部、イギリス領バミューダ諸島、ユカタン半島北端、大アンティル諸島中北部、ヨーロッパ全部、北アフリカ全部、西アフリカのほとんど（南西部沿岸を除く）、中部アフリカ中北部、東アフリカ中北部、西アジア全部、イギリス領インド北西部（現在パキスタンのほとんど（東端の国境地帯を除く）とインド西部の国境地帯）、中国新疆省（現在の新疆ウイグル自治区）西端、ロシア帝国の西半分だった。

## 観測
アメリカ海軍天文台の観測隊は皆既帯の中央線に近い標高2,500フィート (760 m)のスペインダロカと標高1,500フィート (460 m)のフランス領アルジェリアのゲルマ、皆既帯南縁にある標高1,000フィート (300 m)のスペインバレンシア県ポルタ・コエリの3カ所で皆既日食を観測した。リーダーと一部の隊員は7月3日に船でニューヨークを出発し、7月20日にスペイン北部の港グラドに着き、他の隊員は既に現地に着いていた。結果、3つの観測地は全て晴れで、観測が成功だった。観測隊はコロナを撮影し、スペクトルの観測をした。